# 리카르도 진나
리카르도 진나(Riccardo Zinna, 1958년 5월 18일 ~ 2018년 9월 20일)는 이탈리아의 배우, 영화 감독이다.
나폴리에서 태어났으며 나폴리에서 사망하였다. 사인은 암이다.

## 영화
- 플라비오 - 트리뷰토 아 플라비오 부치 (2018년)
- 시베리안 에듀케이션 (2013년) - 트럭운전수 역
- 웰컴 투 사우스 (2010년) - 비질 얼바노 역
- Il Rabdomante (2007년)
- 굿바이 키스 (2006년)
- 아임 낫 스케어드 (2003년)
- 내 눈 속의 빛 (2001년)
- 나의 즐거운 일기 (1994년)